# Sainte-Marie-sous-Bourcq
Sainte-Marie-sous-Bourcq est l'ancienne dénomination de la commune de Sainte-Marie et une ancienne commune française, située dans le département des Ardennes, en région Grand Est.

## Histoire
Elle fusionne en 1828 avec la commune de Blaise pour former la commune de Sainte-Marie-et-Blaise. Lors de la suppression de la commune de Sainte-Marie-et-Blaise, en 1871, la commune de Sainte-Marie-sous-Bourcq prit une nouvelle dénomination, celle Sainte-Marie.

## Administration
| Période                                  | Période | Identité | Étiquette | Qualité |
| ---------------------------------------- | ------- | -------- | --------- | ------- |
| Les données manquantes sont à compléter. |         |          |           |         |
|                                          |         |          |           |         |

## Démographie
| 1793 | 1800 | 1806 | 1821 |
| ---- | ---- | ---- | ---- |
| 203  | 169  | 200  | 233  |

Histogramme

(élaboration graphique par Wikipédia)